# Zdeněk IV. Brtnický z Valdštejna
Zdeněk IV. Brtnický z Valdštejna (12. května 1581/1582? – 24. června 1623, Špilberk) byl český šlechtic, jeden ze třiceti direktorů stavovského povstání. Byl jediným dítětem Jindřicha (II.) Brtnického z Valdštejna († 1589) a jeho manželky Zuzany Heltové z Kementu († 1592) a také posledním členem brtnické větve rodu Valdštejnů. Po bitvě na Bílé hoře byl zatčen, odsouzen k doživotnímu trestu a vězněn ve Špilberku, kde také zemřel. Během svého života se hlásil mezi luterány.

## Život

### Mládí
Přesné datum narození Zdeňka Brtnického z Valdštejna není jisté, nicméně, nejčastěji bývá uváděno datum 12. května 1581. Například Otakar Odložilík se ale přikláněl k datu 12. května 1582. Narodil se jako jediný potomek svých rodičů a jako sedmiletý částečně osiřel: ve věku čtyřiatřiceti let zemřel jeho otec Jindřich. Ve své závěti ustanovil za poručníky svého syna manželku Zuzanu, Tasa Meziříčského z Lomnice († 1595), Smila Osovského z Doubravice († 1613) a Matyáše Žalkovského ze Žalkovic († 1590). Zdeňkova matka Zuzana se po smrti manžela znovu vdala za Zdeňka Berku z Dubé a Lipé († 1594), nicméně, zemřela jen pár let po svém prvním manželovi a po roce 1595 zbyl Zdeňkovi jediný poručník: Smil Osovský.
Zdeněk studoval na několika gymnáziích: nejdříve ve Velkém Meziříčí, poté v Jihlavě a nakonec i na piastovském gymnáziu v Břehu (dnes Brzeg). Roku 1596 odjel do Štrasburku, kde studoval tři roky. Po studiích cestoval, navštívil například Veronu, Sienu, Paříž nebo Dover v Anglii. V Londýně byl dokonce přijat královnou Alžbětou. Během svých cest si psal i deník, který se zachoval do současnosti ve Vatikánské knihovně. Po svém návratu na Moravu, roku 1602, se snažil především získat své dědictví od poručíka Smila, který mu slíbil, že mu majetek v říjnu toho roku předá, což splnil. Získal, mimo jiné, i Moravské Budějovice, které mu odkázal strýc Hynek, jenž zemřel bez potomků.

### Manželství a správa majetku
Zpočátku se jako vhodná nevěsta pro Zdeňka jevila Johanka z Rechmberka, nicméně, pár nikdy nebyl ani zasnouben, i přes naléhání Zdeňkovy babičky Aleny. Dne 7. října 1603 se poprvé setkal s Magdalénou z Thurnu († 1617) a 30. května 1604 se ve Světlé nad Sázavou odehrála svatba. Podle Ottova slovníku naučného a několika dalších zdrojů měl Zdeněk IV. s první ženou Magdalénou z Thurnu dvě děti. Nejsou ale uvedena jejich jména. Ona na přelomu března a dubna 1617 zemřela, pravděpodobně po dlouhodobé nemoci, která ji měla sužovat už od roku 1614. Po Magdalénině smrti se Zdeněk oženil znovu: s Kateřinou Křineckou z Ronova. Z tohoto manželství již další potomci nevzešli.
Během jeho panování se valdštejnské državy ani nerozšířily, ani nezmenšily. Zdeněk především podporoval řemeslníky, zachovala se například listina z 19. května 1604, ve které dává sdruženému cechu několika řemesel cechovní řád. Díky Zdeňkovi také získali cechovní řád i brtničtí řezníci. Za svoji vládu pobýval především v Brtnici, naopak do Moravských Budějovic jezdil jen příležitostně.
Za Zdeňkova panování měl kraj finanční problémy, jedním z důvodů mohlo být i velké množství zpustlých pozemků, což se pokusil vyřešit roku 1604, kdy vydal listinu, která povolovala prodej takových pozemků, pokud o tom bude spraven purkmistr. Drahá byla též jeho studia. Z finančních problémů mu pomáhali nejen obyvatelé Jihlavy, ale také Karel starší ze Žerotína.
Roku 1619 se stal stavovským direktorem Moravského markrabství a komorníkem „zimního krále“ Fridricha Falckého. Členství v direktoriu byl jeho jediný zemský titul a právě ten nakonec způsobil i jeho smrt, přestože nebyl popraven na Staroměstském náměstí, jako 27 dalších členů[zdroj?] direktoria. Po získání své funkce se do stavovského povstání hrdě zapojoval. Organizoval shromáždění protestantské šlechty a hlavně byl jedním z 29 pánů, kteří ovládli během revoluce Moravu.

### Bitva na Bílé hoře a zatčení
8. listopadu 1620 proběhla bitva na Bílé hoře, která skončila drtivou porážkou stavovského vojska. Fridrich Falcký uprchl do Slezska a čeští stavové museli uznat vládu Ferdinanda II. Kapitulovali i moravští stavové, mezi nimiž Zdeněk byl. V červnu roku 1621, ještě před popravou 27 pánů, přijeli do Jihlavy císařští komisaři a na základě zatykače vydaného kardinálem Ditrichštejnem Valdštejna zatkli. Důvodem byla právě jeho účast na stavovském povstání. Zdeněk byl nejdříve uvězněn v Jihlavě, poté na Špilberku a odsouzen k trestu smrti, načež mu byl trest zmírněn na doživotí. V žaláři prožil dva roky a 24. června 1623 zemřel. Následně bylo jeho vlastnictví zkonfiskováno a Brtnici po něm z rukou Ferdinanda II. získal hrabě Rombaldo XIII. z Collalto.